# Pinches momias
Pinches momias es una serie de televisión por internet de comedia de terror juvenil mexicana producida por Propagate Fuego y Perro Azul para TelevisaUnivision, en el 2023. La serie es una historia original creada por Santiago Limón y José Miguel Núñez. Se lanzó a través de Vix el 1 de septiembre de 2023.
Está protagonizada por Xiunel González, Daniel Abrego, Rogelio Cruz, Saak Figueroa Bórquez y Berenice Jonguitud, junto a un reparto coral.

## Reparto
- Xiunel González como Simba
- Daniel Abrego como Místico
- Rogelio Cruz como Chinche
- Saak Figueroa Bórquez como Ramsés
- Berenice Jonguitud como Oly
- Diana Bovio como Beatriz Flores-Myer
- Rafael Inclán como Lincoln
- Luis Fernando Peña como Calderón
- Daniel García Sámano como Peña
- Tiaré Scanda como Lorena
- Mercedes Hernández como Doña Tránsito
- Federico Zapata como Bonais
- Edgar Hidrogo como Clavo
- Vitter Leija como Lonchibon
- Natalia Solían como Maruchan
- Leonardo Ávila como Nuevo
- Mónica Aguado como Pilar
- Raúl Solís como Ramón
- Alejandro Guerrero como el padre Sandoval
- Miguel Santa Rita como el padre Gael
- Leonardo Alonso como Don Chuy
- Carlos Aragón como Arzobispo
- Hernán del Riego como García García
- Laura Wedel como Isabel
- Adrián Vázquez como Curiel
- José Casasús como El Embajador
- Fernando Memje como el padre Raúl
- Mario Monroy como Rogelio
- Eduardo García como lalo

## Episodios
| N.º | Título               | Fecha de lanzamiento original |
| --- | -------------------- | ----------------------------- |
| 1 | «Pinches momias»     | 1 de septiembre de 2023       |
| Simba y sus amigos reviven accidentalmente a las momias de Guanajuato por medio de un misterioso ritual.                                                                                   |                      |                               |
| 2 | «La prueba»          | 1 de septiembre de 2023       |
| Oly es arrestada por la muerte del guardia del museo y la desaparición de las momias. Simba, Místico y Chinche tienen un plan para liberarla: capturar una momia y llevarla a la policía.  |                      |                               |
| 3 | «La prueba»          | 1 de septiembre de 2023       |
| Simba y sus amigos tratan de entender cómo matar a las momias, pero Ramsés tiene otros planes. Una nueva integrante se une a la banda.                                                     |                      |                               |
| 4 | «Los sacros objetos» | 1 de septiembre de 2023       |
| Con la ayuda de un ex-sacerdote, los chicos descubren otra forma de llevar a cabo el ritual para acabar con las momias. El problema es conseguir todos los elementos para hacerlo.         |                      |                               |
| 5 | «Lobos»              | 1 de septiembre de 2023       |
| Simba y sus amigos saben que tienen que enterrar a las momias y hacen un plan para ello, pero todo se complica gracias a un evento inesperado y a la aparición de Ramsés.                  |                      |                               |
| 6 | «Loma bonita»        | 1 de septiembre de 2023       |
| A pesar del “éxito” del entierro de las momias, la pandilla está enojada con Simba por no contarles de su plan con Ramsés. Cuando todos se van por su lado, las momias atacan Loma Bonita. |                      |                               |
| 7 | «Alhóndiga»          | 1 de septiembre de 2023       |
| Después del ataque al barrio, los chicos tienen que buscar una nueva forma de acabar con las momias. Simba es secuestrado por Ramsés. Comienza el Festival Cervantino.                     |                      |                               |
| 8 | «Santa Paula»        | 1 de septiembre de 2023       |
| Las momias atacan el Cervantino. Los chicos enfrentan su última batalla para terminar el ritual y darles a las momias el descanso que buscan.                                              |                      |                               |

## Producción
En junio de 2021, la serie fue anunciada como uno de los primeros títulos de la plataforma de streaming de TelevisaUnivision, Vix. El rodaje de la serie comenzó el 9 de junio de 2022. Propagate Fuego y Perro Azul son las empresas encargadas de producir de la serie. El 17 de agosto de 2023, TelevisaUnivision anunció que la serie se estrenaría el 1 de septiembre de 2023.